# Холодне (Золотоніський район)
Холодне —  селище в Україні,у Золотоніському районі Черкаської області. Входить до складу Новодмитрівської сільської громади. 
Селище розташоване біля шосе Золотоноша — Коробівка, за 3 км від села Вільхи. У ньому 25 господарств, 59 жителів.